# Dikdik Kirkův
Dikdik Kirkův (Madoqua kirkii) je malá antilopa obývající buše s hustým podrostem a roztroušenými stromy ve Východní a Jihozápadní Africe. Dospělci dosahují délky kolem 70 cm a hmotnosti až 7 kg. Má měkkou, hladkou srst, na zádech a bocích melírovaně šedou až hnědou, na hlavě rudohnědou a břiše bílou; na čele také hřebínek srsti, ocas dlouhý 35–56 cm, mírně protáhlý čenich a dlouhé a tenké končetiny. Samec se od samice liší drobnými růžky a o něco větší velikostí.
Jsou to velice plachá zvířata, která se živí širokou škálou rostlin, pupeny, výhonky, nepohrdnou ani ovocem, nebo kořínky a hlízami, které si ze země vyhrabávají pomocí svých kopyt, případně rohů. Nepotřebují často pít, což jim dovoluje žít i v méně přívětivých oblastech.

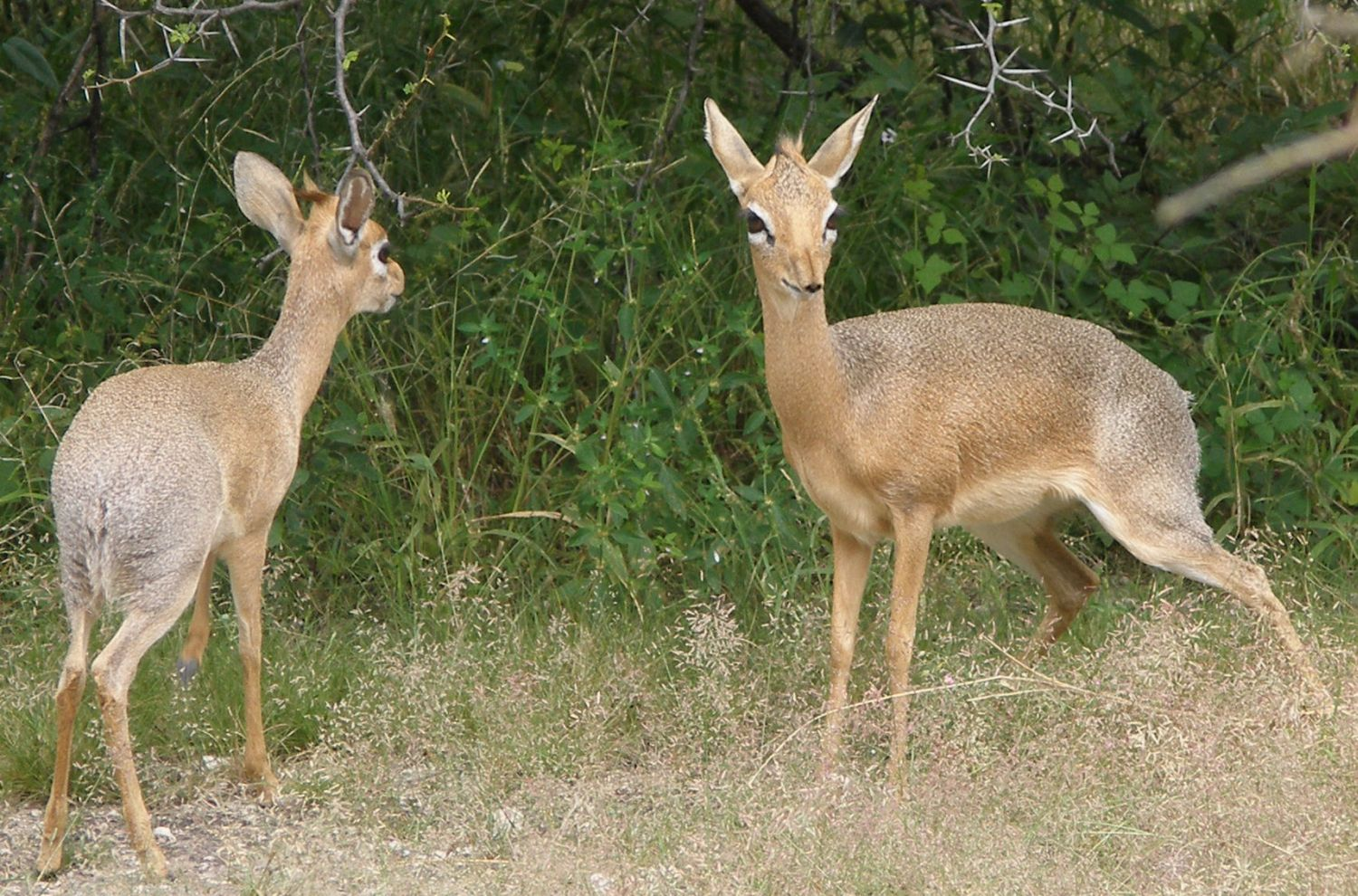
Dikdikové v Národním parku Etosha

Dikdik Kirkův žije po většinu roku v trvalých párech. Samec si svou samici v období páření důkladně střeží a neohroženě odhání cizí samce. Stejně dobře si hájí i svá teritoria, která si značí především trusem. Samice rodí po zhruba šestiměsíční březosti jediné mládě, které skrývá 2-3 týdny a kojí po dobu třech až čtyř měsíců. Podle dostupných údajů se samci nepodílí ve výchově mláďat, ale samici pečlivě střeží před jejich hlavními predátory, které tvoří převážně kočkovité šelmy, zvláště pak levharti, karakalové, servalové, kočky divoké, mláďatům hrozí velké nebezpečí ze strany orlů.

## Klasifikace
Rozeznáváme tři poddruhy:
- M. k. cavendishi Thomas, 1898
- M. k. damarensis (Günther, 1880)
- M. k. hindei Thomas, 1902

## Chov v zoo
V evropských zoo není chován příliš často. V rámci celé Evropy je k vidění jen v necelých 50 zoo (stav říjen 2018).
V českých zoo je dlouhodoběji chován v Zoo Dvůr Králové, kde mají tento druh od roku 2002. V roce 2016 přišla první zvířata do Zoo Praha a o dva roky později (2018) do Zoo Jihlava. První chov začal v roce 1994 v Zoo Ústí nad Labem, trval do roku 1996.
Na Slovensku Dikdiky chová Zoo Bojnice a Zoo Bratislava.

### Chov v Zoo Praha
První zvířata tohoto druhu přišla do Zoo Praha v roce 2016. Konkrétně se jednalo o dva přibližně roční samce ze Zoo Leipzig (samec Dax) a Zoo Wroclaw (samec Elvis). O příchodu zástupců této miniaturní antilopy do Prahy psala řada médií (např. National Geographic). V roce 2018 jeden ze samců (samec Elvis) uhynul a ze Zoo Hannover byla v srpnu 2018 přivezena samička Anabel. Dohromady tak tvoří pár.
Dikdici obývali do roku 2024 expozici v pavilonu Africký dům společně s hrabáči kapskými. V současnosti sdílejí výběh s gazelami dama v horní části zoo.